# Hraniční přechod Starý Hrozenkov – Drietoma
Hraniční přechod Starý Hrozenkov – Drietoma (slovensky Hraničný priechod Drietoma – Starý Hrozenkov) je bývalý silniční hraniční přechod na česko-slovenské státní hranici na hraničním úseku VI/28/4 - VI/28/5 mezi českou obcí Starý Hrozenkov (okres Uherské Hradiště, Zlínský kraj) a slovenskou obcí Drietoma (okres Trenčín, Trenčínský kraj). Přechod leží v nadmořské výšce 331 m n. m. na silnici I/50 a Evropské silnici E50; za hranicí pokračuje slovenská silnice I/9 směr Trenčín. Před zrušením byl určen pro pěší, cyklisty, motocykly, osobní automobily, autobusy a nákladní automobily.
Hraniční přechod byl zrušen při vstupu České republiky do Schengenského prostoru v roce 2007. V případě dočasného znovuzavedení ochrany vnitřních hranic je provoz na hraničním přechodu upraven Sdělením Ministerstva vnitra č. 395/2021 Sb.